# Баталов Олексій Володимирович
Олексій Володимирович Баталов (рос. Баталов Алексей Владимирович; 20 листопада 1928 Владимир, Російська РФСР — 15 червня 2017, Москва, Росія) — радянський і російський актор театру і кіно, кінорежисер, сценарист і громадський діяч, педагог. Народний артист СРСР (1976). Герой Соціалістичної Праці (1989). Лауреат Державної премії СРСР (1981) і двох Державних премій Росії (1966, 2005). Найбільшу популярність здобув після виходу у світ фільмів «Справа Румянцева», «Летять журавлі» та «Москва сльозам не вірить».

## Біографія
Народився в сім'ї акторів. З п'яти років ріс у родині письменника Віктора Ардова. Мати — акторка Ніна Ольшевська. Батько — актор і режисер Володимир Баталов. Закінчив школу-студію МХАТ у 1950 році. З того ж року був актором Центрального театру Радянської Армії.
З 1956 — грає на сцені МХАТ, а з 1957 — актор і режисер кіностудії «Ленфільм».
З 1975 — педагог ВДІКу.
З 1979 — професор.
З 2007 — президент Російської академії кінематографічних мистецтв «Ніка»
Багато років був секретарем правління Спілки кінематографістів СРСР, головою комісії ВЦРПС у преміях в галузі літератури, мистецтва та журналістики, а також працював у Комітеті захисту миру, Фонді світу, Асоціації «Родина».
Брав[коли?] активну участь у роботі Міжнародного фонду «Світ мистецтва».
Олексій Баталов обраний почесним президентом Паризького Кіноклубу «Жар-птиця», головою Оргкомітету щорічної премії російських ділових кіл «Кумир» за найкращі акторські роботи року, почесним членом Правління регіональної благодійної організації «Московська Асоціація сприяння і допомоги інвалідам з дитячим церебральним паралічем», членом Опікунської Ради Марфо-Маріїнського благодійного товариства (за його участю була відновлена Марфо-Маріїнська обитель).

### Особисте життя
- Батько — Володимир Баталов, актор та режисер.
- Мати — Ніна Ольшевська, актириса
- Дядько по батькові — Микола Баталов, актор, заслужений артист РРФСР
- Тітки по батькові — Зінаїда, актриса, та Марія, актриса, заслужена артистка РРФСР
- Тітка по дядькові — Ольга Андровська, акторка кіно та театру, народна артистка СРСР.
- Двоюрідна сестра — Світлана Баталова, актриса театру.
- Відчим — Віктор Ардов, радянський письменник-сатирик, драматург.
- Молодший єдиноутробний брат — Михайло Ардов, письменник та публіцист
- Молодший єдиноутробний брат — Борис Ардов, актор театру та кіно, режисер
- Одружений з артисткою цирку Гитаною Леонтенко.[коли?]

## Громадська позиція
11 березня 2014 року підтримав позицію Володимира Путіна щодо Російської агресії в Криму, підписавши колективне звернення до російської громадськості «Діячі культури Росії — на підтримку позиції Президента по Україні та Криму».

## Смерть та поховання
Помер 15 червня 2017 року в Москві, після тривалої важкої хвороби.
Прощальна церемонія відбулася 19 червня у Будинку кіно міста Москви, похований на Преображенському цвинтарі столиці Росії.

## Фільмографія

### Режисер
- 1959 — Шинель
- 1966 — Три товстуни
- 1972 — Гравець

### Сценарист
- 1966 — Три товстуни
- 1977 — Зайченя і муха
- 1988 — Чужа шуба
- 1989 — Поїздка у Вісбаден

### Актор
- 1944 — Зоя
- 1954 — Служу Радянському Союзу
- 1954 — Велика сім'я
- 1955 — Справа Румянцева
- 1955 — Михайло Ломоносов
- 1955 — Мати Київська кіностудія
- 1957 — Летять журавлі
- 1958 — Люба моя людина
- 1960 — Дама з собачкою
- 1961 — Дев'ять днів одного року
- 1963 — День щастя
- 1964 — Світло далекої зірки
- 1966 — Три товстуни
- 1966 — У місті С.
- 1967 — Сьомий супутник
- 1968 — Живий труп
- 1970 — Біг
- 1970 — Увага, черепаха!
- 1971 — Червоний дипломат
- 1973 — Повернення немає
- 1974 — Петро Мартинович і роки великого життя
- 1974 — Чисто англійське вбивство
- 1975 — Зірка привабливого щастя
- 1975 — Рікі-Тікі-Таві
- 1976 — Горіти, щоб світити
- 1978 — Пізня зустріч
- 1979 — Професія — кіноактор
- 1979 — Москва сльозам не вірить
- 1983 — Швидкість
- 1984 — Час відпочинку з суботи до понеділка
- 1986 — Парасолька для молодят
- 1986 — Досьє людини в «Мерседесі»
- 1990 — Похорон Сталіна
- 1991 — Полтергейст-90
- 1998 — Чехов і Ко
- 2005 — Далеко від Сансет-бульвару
- 2006 — Карнавальна ніч-2, або п'ятдесят років по тому